# Reprezentacja Czech w piłce nożnej mężczyzn
Reprezentacja Republiki Czeskiej w piłce nożnej mężczyzn (cz. Reprezentace České republiky ve fotbale mužů) – narodowy zespół piłkarzy nożnych Czech. Swoje występy międzynarodowe rozpoczął w lutym 1994 po rozpadzie Czechosłowacji od wygranego meczu 4:1 przeciwko Turcji.
Krajowy związek piłkarski powstał w 1901. W latach 1923–1993 Czechy były częścią Czechosłowacji. Od 1906 (z przerwą w latach 1908–1923) Czesi są członkiem FIFA, a od 1954 UEFA.
Czesi po raz pierwszy na światowych mistrzostwach zagrali na Mundialu 2006 (drugie miejsce w grupie eliminacyjnej, w dwumeczu barażowym dwukrotnie pokonali Norwegów 1:0), ale, mimo zwycięstwa w pierwszym meczu ze Stanami Zjednoczonymi (3:0), pozostałe dwa spotkania przegrali (z Ghaną i Włochami po 0:2) i zakończyli swój udział na fazie grupowej. Za to nieprzerwanie od 1996 występują na mistrzostwach Europy, na których osiągnęli zresztą niemałe sukcesy (wicemistrzostwo Europy w 1996, półfinał w 2004, oraz ćwierćfinał w 2012). Czesi to również zdobywcy brązowego medalu w rozgrywkach o Puchar Konfederacji 1997. W meczu o trzecie miejsce pokonali w nich reprezentację Urugwaju 1:0.
W 2002 młodzieżowa reprezentacja Czech zdobyła mistrzostwo Europy. Dwa lata wcześniej drużyna prowadzona przez selekcjonera Karela Brücknera dotarła do finału tej imprezy, w którym przegrała 1:2 z Włochami.
Piłkarska drużyna Republiki Czeskiej jest wg FIFA i UEFA oficjalnym sukcesorem tradycji reprezentacji Czechosłowacji. Należy jednak pamiętać, iż na podstawie ustawy konstytucyjnej o zaniku Czeskiej i Słowackiej Republiki Federacyjnej z 25 listopada 1992 (č. 542/1992 Sb.) Republika Czeska nie jest kontynuatorem prawnym Czechosłowacji.

## Dzieje reprezentacji
W Królestwie Czech, które było krajem koronnym Austro-Węgier, został założony 19 października 1901 Český svaz footballový. Następnie 5 marca 1903 został rozegrany pierwszy w historii czeskiego piłkarstwa mecz reprezentacyjny. Reprezentanci Królestwa Czech przegrali w Budapeszcie z Węgrami dwa do zera. W 1906 ČSF został przyjęty do FIFA, ale po protestach Österreichischer Fußball-Verband decyzja została zmieniona.

### 1996 rok – wicemistrzostwo Europy
Kilka tygodni przed Euro 1996 drużyna prowadzona przez Słowaka Dušana Uhrina nie była zaliczana do grona faworytów turnieju. Anonimowi piłkarze, w większości grający w krajowych klubach, oraz zawirowania historyczne powodowały, że niewielu spodziewało się po niedawno powstałej reprezentacji Czech, że mogłaby chociażby wyjść z grupy, w której oprócz Rosji, znaleźli się wicemistrzowie Europy Niemcy oraz wicemistrzowie świata Włochy.
W pierwszym meczu Czesi, zgodnie z przewidywaniami wielu obserwatorów, przegrali z Niemcami 0:2. Zwycięstwo nad Włochami (2:1, po golach Nedvěda i Bejbla) w kolejnym spotkaniu uznano więc za niespodziankę, a przed czeską reprezentacją zarysowała się możliwość awansu z grupy. Wystarczyło w ostatnim meczu wygrać z Rosją i czekać na korzystny wynik meczu Niemcy-Włochy. Wprawdzie Czesi tylko zremisowali, i to bardzo szczęśliwie, bo do 88. minuty przegrywali 2:3, ale jeden punkt wywalczyli również Włosi. Obie drużyny miały po cztery punkty, lecz dzięki wynikowi bezpośredniego spotkania pomiędzy nimi, to Czesi wywalczyli awans z drugiego miejsca. W ćwierćfinale pokonali faworyzowaną Portugalię (1:0), a w półfinale dopiero po rzutach karnych udało im się uporać z Francją (0:0, k. 6:5).
W 1996 roku po raz pierwszy na międzynarodowym turnieju wprowadzono zasadę złotego gola w dogrywce (tzw. nagła śmierć) i to właśnie drużyna Uhrina była jej pierwszą „ofiarą”. W pierwszej połowie finałowego meczu z Niemcami utrzymywał się bezbramkowy remis. Pierwszy gol padł dopiero w 59. minucie, a strzelcem był Patrik Berger. Jednak trenerską intuicją popisał się niemiecki selekcjoner Berti Vogts, który w 69. minucie wprowadził na boisko Olivera Bierhoffa, a ten najpierw w 73. minucie i później w dogrywce (95. minuta) przeważył szalę zwycięstwa na korzyść Niemców.
Siłą reprezentacji Czech była przede wszystkim defensywa. Nierzadko trener Uhrin wybierał ustawienie 1-5-4-1, z jednym tylko napastnikiem. Obrońcy – kapitan zespołu Miroslav Kadlec (32 lata, 1. FC Kaiserslautern), Michal Horňák (26, Sparta Praga) i Jan Suchopárek (27, Slavia Praga) oraz dwaj defensywni pomocnicy Radoslav Látal (26, FC Schalke 04) i Radek Bejbl (24, Slavia Praga) byli najpewniejszymi filarami drużyny i to na nich w dużej mierze oparta była taktyka całego zespołu. W bramce występował 27-letni Petr Kouba (Sparta Praga), który udane interwencje potrafił przeplatać prostymi błędami (zawinił przy drugim golu Bierhoffa w finale).
Funkcję rozgrywającego pełnił doświadczony Jiří Němec (30, FC Schalke 04), ale największymi gwiazdami stali się w czasie turnieju wcześniej nikomu nieznani, młodzi i nieograni na europejskich boiskach – Patrik Berger (23, Borussia Dortmund), Vladimír Šmicer (23, Slavia Praga) i przede wszystkim – Pavel Nedvěd (24, Sparta Praga) i Karel Poborský (24, Slavia Praga), którzy wspólnie konstruowali każdą ofensywną akcję zespołu. Poborský równie dobrze mógł występować w ataku, jak i tuż za napastnikiem, którym był Pavel Kuka (28, 1. FC Kaiserslautern).
Po wielkim sukcesie, jakim było wicemistrzostwo Europy, nastąpiło coś, co dziennikarze nazwali „wyprzedażą srebra”. Przed angielskim turniejem tylko siedmiu zawodników z dwudziestodwuosobowej kadry grało w klubach zagranicznych, a po mistrzostwach liczba ta wzrosła do trzynastu. Nowe kontrakty podpisali – bramkarz Kouba (Deportivo La Coruña), obrońcy Suchopárek (RC Strasbourg) i Bejbl (Atlético Madryt) oraz Šmicer (RC Lens), Poborský (Manchester United F.C. – za 5,4 miliony dolarów) i Nedvěd (S.S. Lazio). Aż czterech z wymienionych zawodników grało wcześniej w zespole mistrza Czech Slavii Praga.

### 2000 rok – faza grupowa mistrzostw Europy
Reprezentacja Czech w eliminacjach do Euro 2000 grała w grupie dziewiątej razem ze Szkocją, Estonią, Bośnią i Hercegowiną, Litwą oraz Wyspami Owczymi. Zajęła w niej pierwsze miejsce wygrywając wszystkie dziesięć spotkań.
Na turnieju głównym podopieczni Jozefa Chovaneca trafili do grupy D razem z Francuzami, Duńczykami oraz współgospodarzami mistrzostw, Holendrami. Po jednym zwycięstwie (2:0 z Danią) i dwóch porażkach (z Holandią 0:1 i Francją 1:2) z trzema punktami na koncie zajęli trzecie miejsce i zakończyli swój udział w turnieju na fazie grupowej.

### 2004 rok – III-IV miejsce w mistrzostwach Europy
W eliminacjach do Euro 2004 Czesi grali w grupie C razem z Holandią, Austrią, Mołdawią i Białorusią. Zajęli w niej pierwsze miejsce z dwudziestoma dwoma punktami nie ponosząc żadnej porażki, notując siedem zwycięstw i jeden remis. Pozwoliło im to na bezpośredni awans do turnieju finałowego. Na portugalskich boiskach czeska reprezentacja grała skutecznie i efektownie, i w oczach wielu obserwatorów była najlepszą drużyną całego turnieju. Po wyjściu z trudnej grupy z pierwszego miejsca (Czesi wygrali wszystkie trzy mecze z Holandią, Niemcami i Łotwą) oraz po wysokim zwycięstwie w ćwierćfinale nad Danią (3:0) zespół prowadzony przez Karela Brücknera był jednym z faworytów do gry w finale. Na przeszkodzie stanęli jednak, znajdujący się wówczas w życiowej formie, piłkarze greccy, którzy w półfinale wygrali 1:0. Decydujący gol padł w dogrywce, kilka sekund przed zakończeniem spotkania. Drużyna czeska zyskała szacunek i sympatię wielu kibiców, kiedy w grupowym meczu z Holandią przegrywając 0:2, dzięki dobrym zmianom taktycznym i kadrowym, potrafiła wyprowadzić wynik na 3:2 oraz gdy w meczu z wicemistrzami świata Niemcami wygrała grając w rezerwowym składzie.
W bramce od czasu eliminacji do mistrzostw Europy niepodważalną pozycję miał 22-letni Petr Čech. W czasie turnieju ten obdarzony dobrymi warunkami fizycznymi bramkarz był wybijającą się postacią czeskiej drużyny i obok Andoniosa Nikopolidisa został wybrany na najlepszego bramkarza imprezy. Na początku sezonu 2004–2005 został zawodnikiem Chelsea F.C.
W obronie grali – Zdeněk Grygera (24 lata, AFC Ajax) lub Martin Jiránek (25, Reggina Calcio), René Bolf (30), Tomáš Ujfaluši (26, Hamburger SV) oraz często atakujący Marek Jankulovski (27). Reprezentacja straciła w turnieju pięć goli i nierzadko były one wynikiem braku koncentracji u defensorów. Mimo to, czescy obrońcy wyrobili sobie markę solidnych i pracowitych. Po mistrzostwach Jankulovski przeszedł do A.C. Milan, a Bolf do francuskiego AJ Auxerre.
Brückner umiejętnie zmieścił w zespole dwóch liderów – kapitana drużyny Pavla Nedvěda (32, Juventus F.C.) i młodszego o osiem lat Tomáša Rosickiego (Borussia Dortmund). To oni najczęściej byli przy piłce i na ich barkach spoczywało zadanie konstruowania akcji zaczepnych. Tomáš Galásek (31, AFC Ajax) został przesunięty z obrony (jego miejsce zajął Grygera) na środek pola i w roli defensywnego pomocnika nie tylko rozbijał akcje rywali już na ich połowie, ale i włączał się do ataków. Suwerenem prawej flanki był doświadczony Karel Poborský (32, Sparta Praga). Trzykrotnie z ławki rezerwowych wchodził Vladimír Šmicer (31, Liverpool), podstawowy zawodnik w czasie Euro 1996.
Posiadanie takiego piłkarza jak Jan Koller (31, Borussia Dortmund) determinowało sposób atakowania. Dzięki ponad dwóm metrom wzrostu wygrywał on niemal wszystkie pojedynki główkowe, podając piłkę do parterów wbiegających z głębi pola. Rzadziej decydował się na samodzielne wykańczanie akcji, czego dowodem tylko dwie strzelone bramki. Obok niego występował Milan Baroš (23, Liverpool FC), który na portugalskich boiskach był w wysokiej formę i z pięcioma golami został królem strzelców turnieju. Dobrą dyspozycję prezentował również jego zmiennik Marek Heinz (27, Baník Ostrawa).
2008 rok – runda grupowa mistrzostw Europy
Reprezentacja Czech w eliminacjach do Euro 2008 grała w grupie D razem z Niemcami, Irlandią, Słowacją, Walią, Cyprem i San Marino. Zajęła w niej pierwsze miejsce z dorobkiem dwudziestu dziewięciu punktów po dziewięciu zwycięstwach, dwóch remisach i jednej porażce w dwunastu spotkaniach.
Na turnieju rozgrywanym w Austrii i Szwajcarii ekipa Karela Brücknera trafiła do grupy A razem z Portugalią, Turcją i współgospodarzem imprezy, Szwajcarią. Po jednym zwycięstwie (ze Szwajcarami 1:0), oraz dwóch porażkach (z Portugalczykami 1:3, oraz Turkami 2:3) zajęli ostatecznie trzecie miejsce z dorobkiem trzech punktów i odpadli z tych mistrzostw po fazie grupowej.
2012 rok – ćwierćfinał mistrzostw Europy
W eliminacjach do Euro 2012 podopieczni Michala Bíleka trafili do grupy I razem z Hiszpanią, Szkocją, Litwą i Liechtensteinem. Zajęli w niej drugie miejsce z trzynastoma punktami po czterech zwycięstwach, jednym remisie i trzech porażkach w ośmiu meczach. Oznaczało to konieczność grania w barażach o awans, w których to Czesi zmierzyli się z reprezentacją Czarnogóry. Po dwóch zwycięstwach (odpowiednio 2:0 i 1:0) awansowali oni do turnieju głównego.
Na Mistrzostwach Europy w Polsce i na Ukrainie reprezentacja Czech trafiła do grupy A razem z Rosją, Grecją i współgospodarzem imprezy Polską. Po dwóch zwycięstwach (z Grecją 2:1 i Polską 1:0), oraz jednej porażce (z Rosją 1:4) z sześcioma punktami na koncie zajęli pierwsze miejsce w grupie i awansowali do dalszej fazy turnieju. W ćwierćfinale spotkali się z reprezentacją Portugalii z którą przegrali 0:1 i odpadli z turnieju.
2016 rok – runda grupowa mistrzostw Europy
Czesi w eliminacjach do Euro 2016 grali w grupie A razem z Islandią, Turcją, Holandią, Kazachstanem i Łotwą. Zajęli w niej pierwsze miejsce z dwudziestoma dwoma punktami na koncie po siedmiu zwycięstwach, jednym remisie i dwóch porażkach w dziesięciu spotkaniach, co pozwoliło im na bezpośredni awans do turnieju finałowego.
Reprezentacja Czech na Mistrzostwach Europy we Francji grała w grupie D razem z Chorwacją, Hiszpanią i Turcją. Po jednym remisie (z Chorwacją 2:2), oraz dwóch porażkach (z Hiszpanią 0:1 i Turcją 0:2) Czesi z jednym punktem na koncie zajęli ostatnie miejsce w grupie i zakończyli swój udział w turnieju na fazie grupowej. Po tych mistrzostwach dotychczasowy trener Czechów Pavel Vrba zrezygnował z prowadzenia kadry i przeniósł się do Rosji gdzie został trenerem Anży Machaczkała. Jego następcą na tym stanowisku został Karel Jarolím.
W eliminacjach do Mundialu 2018 w Rosji Czesi zagrali w grupie C razem z Niemcami, Irlandią Północną, Norwegią, Azerbejdżanem i San Marino.

## Udział w międzynarodowych turniejach

### Igrzyska olimpijskie
| Udział w igrzyskach olimpijskich | Udział w igrzyskach olimpijskich             | Udział w igrzyskach olimpijskich             | Udział w igrzyskach olimpijskich             | Udział w igrzyskach olimpijskich             | Udział w igrzyskach olimpijskich             | Udział w igrzyskach olimpijskich             | Udział w igrzyskach olimpijskich             | Udział w igrzyskach olimpijskich             | . | Kwalifikacje do igrzysk olimpijskich | Kwalifikacje do igrzysk olimpijskich | Kwalifikacje do igrzysk olimpijskich | Kwalifikacje do igrzysk olimpijskich | Kwalifikacje do igrzysk olimpijskich | Kwalifikacje do igrzysk olimpijskich |
| Rok                              | Runda                                        | Miejsce                                      | M                                            | W                                            | R                                            | P                                            | B+                                           | B-                                           | . | M                                    | W                                    | R                                    | P                                    | B+                                   | B-                                   |
| -------------------------------- | -------------------------------------------- | -------------------------------------------- | -------------------------------------------- | -------------------------------------------- | -------------------------------------------- | -------------------------------------------- | -------------------------------------------- | -------------------------------------------- | - | ------------------------------------ | ------------------------------------ | ------------------------------------ | ------------------------------------ | ------------------------------------ | ------------------------------------ |
| 1972–1992                        | Republika Czeska była częścią Czechosłowacji | Republika Czeska była częścią Czechosłowacji | Republika Czeska była częścią Czechosłowacji | Republika Czeska była częścią Czechosłowacji | Republika Czeska była częścią Czechosłowacji | Republika Czeska była częścią Czechosłowacji | Republika Czeska była częścią Czechosłowacji | Republika Czeska była częścią Czechosłowacji | . |                                      |                                      |                                      |                                      |                                      |                                      |
| 1996                             | Nie zakwalifikowała się                      | Nie zakwalifikowała się                      | Nie zakwalifikowała się                      | Nie zakwalifikowała się                      | Nie zakwalifikowała się                      | Nie zakwalifikowała się                      | Nie zakwalifikowała się                      | Nie zakwalifikowała się                      | . | 12                                   | 7                                    | 2                                    | 3                                    | 35                                   | 13                                   |
| 2000                             | Faza grupowa                                 | 14/16                                        | 3                                            | 0                                            | 2                                            | 1                                            | 5                                            | 6                                            | . | 16                                   | 11                                   | 2                                    | 3                                    | 29                                   | 13                                   |
| 2004                             | Nie zakwalifikowała się                      | Nie zakwalifikowała się                      | Nie zakwalifikowała się                      | Nie zakwalifikowała się                      | Nie zakwalifikowała się                      | Nie zakwalifikowała się                      | Nie zakwalifikowała się                      | Nie zakwalifikowała się                      | . | 10                                   | 7                                    | 0                                    | 3                                    | 20                                   | 7                                    |
| 2008                             | Nie zakwalifikowała się                      | Nie zakwalifikowała się                      | Nie zakwalifikowała się                      | Nie zakwalifikowała się                      | Nie zakwalifikowała się                      | Nie zakwalifikowała się                      | Nie zakwalifikowała się                      | Nie zakwalifikowała się                      | . | 7                                    | 3                                    | 2                                    | 2                                    | 8                                    | 7                                    |
| 2012                             | Nie zakwalifikowała się                      | Nie zakwalifikowała się                      | Nie zakwalifikowała się                      | Nie zakwalifikowała się                      | Nie zakwalifikowała się                      | Nie zakwalifikowała się                      | Nie zakwalifikowała się                      | Nie zakwalifikowała się                      | . | 13                                   | 9                                    | 1                                    | 3                                    | 29                                   | 10                                   |
| 2016                             | Nie zakwalifikowała się                      | Nie zakwalifikowała się                      | Nie zakwalifikowała się                      | Nie zakwalifikowała się                      | Nie zakwalifikowała się                      | Nie zakwalifikowała się                      | Nie zakwalifikowała się                      | Nie zakwalifikowała się                      | . | 3                                    | 1                                    | 1                                    | 1                                    | 6                                    | 3                                    |
| 2020                             | Nie zakwalifikowała się                      | Nie zakwalifikowała się                      | Nie zakwalifikowała się                      | Nie zakwalifikowała się                      | Nie zakwalifikowała się                      | Nie zakwalifikowała się                      | Nie zakwalifikowała się                      | Nie zakwalifikowała się                      | . | 10                                   | 5                                    | 1                                    | 4                                    | 14                                   | 15                                   |
| 2024                             |                                              |                                              |                                              |                                              |                                              |                                              |                                              |                                              | . |                                      |                                      |                                      |                                      |                                      |                                      |
| 2028                             |                                              |                                              |                                              |                                              |                                              |                                              |                                              |                                              | . |                                      |                                      |                                      |                                      |                                      |                                      |
| 2032                             |                                              |                                              |                                              |                                              |                                              |                                              |                                              |                                              | . |                                      |                                      |                                      |                                      |                                      |                                      |

### Mistrzostwa świata
| Udział w mistrzostwach świata | Udział w mistrzostwach świata                | Udział w mistrzostwach świata                | Udział w mistrzostwach świata                | Udział w mistrzostwach świata                | Udział w mistrzostwach świata                | Udział w mistrzostwach świata                | Udział w mistrzostwach świata                | Udział w mistrzostwach świata                | . | Kwalifikacje do mistrzostw świata | Kwalifikacje do mistrzostw świata | Kwalifikacje do mistrzostw świata | Kwalifikacje do mistrzostw świata | Kwalifikacje do mistrzostw świata | Kwalifikacje do mistrzostw świata |
| Rok                           | Runda                                        | Miejsce                                      | M                                            | W                                            | R                                            | P                                            | B+                                           | B-                                           | . | M                                 | W                                 | R                                 | P                                 | B+                                | B-                                |
| ----------------------------- | -------------------------------------------- | -------------------------------------------- | -------------------------------------------- | -------------------------------------------- | -------------------------------------------- | -------------------------------------------- | -------------------------------------------- | -------------------------------------------- | - | --------------------------------- | --------------------------------- | --------------------------------- | --------------------------------- | --------------------------------- | --------------------------------- |
| 1970–1990                     | Republika Czeska była częścią Czechosłowacji | Republika Czeska była częścią Czechosłowacji | Republika Czeska była częścią Czechosłowacji | Republika Czeska była częścią Czechosłowacji | Republika Czeska była częścią Czechosłowacji | Republika Czeska była częścią Czechosłowacji | Republika Czeska była częścią Czechosłowacji | Republika Czeska była częścią Czechosłowacji | . |                                   |                                   |                                   |                                   |                                   |                                   |
| 1994                          | Nie brała udziału                            | Nie brała udziału                            | Nie brała udziału                            | Nie brała udziału                            | Nie brała udziału                            | Nie brała udziału                            | Nie brała udziału                            | Nie brała udziału                            | . |                                   |                                   |                                   |                                   |                                   |                                   |
| 1998                          | Nie zakwalifikowała się                      | Nie zakwalifikowała się                      | Nie zakwalifikowała się                      | Nie zakwalifikowała się                      | Nie zakwalifikowała się                      | Nie zakwalifikowała się                      | Nie zakwalifikowała się                      | Nie zakwalifikowała się                      | . | 10                                | 5                                 | 1                                 | 4                                 | 16                                | 6                                 |
| 2002                          | Nie zakwalifikowała się                      | Nie zakwalifikowała się                      | Nie zakwalifikowała się                      | Nie zakwalifikowała się                      | Nie zakwalifikowała się                      | Nie zakwalifikowała się                      | Nie zakwalifikowała się                      | Nie zakwalifikowała się                      | . | 12                                | 6                                 | 2                                 | 4                                 | 20                                | 10                                |
| 2006                          | Faza grupowa                                 | 20/32                                        | 3                                            | 1                                            | 0                                            | 2                                            | 3                                            | 4                                            | . | 14                                | 11                                | 0                                 | 3                                 | 37                                | 12                                |
| 2010                          | Nie zakwalifikowała się                      | Nie zakwalifikowała się                      | Nie zakwalifikowała się                      | Nie zakwalifikowała się                      | Nie zakwalifikowała się                      | Nie zakwalifikowała się                      | Nie zakwalifikowała się                      | Nie zakwalifikowała się                      | . | 10                                | 4                                 | 4                                 | 2                                 | 17                                | 6                                 |
| 2014                          | Nie zakwalifikowała się                      | Nie zakwalifikowała się                      | Nie zakwalifikowała się                      | Nie zakwalifikowała się                      | Nie zakwalifikowała się                      | Nie zakwalifikowała się                      | Nie zakwalifikowała się                      | Nie zakwalifikowała się                      | . | 10                                | 4                                 | 3                                 | 3                                 | 13                                | 9                                 |
| 2018                          | Nie zakwalifikowała się                      | Nie zakwalifikowała się                      | Nie zakwalifikowała się                      | Nie zakwalifikowała się                      | Nie zakwalifikowała się                      | Nie zakwalifikowała się                      | Nie zakwalifikowała się                      | Nie zakwalifikowała się                      | . | 10                                | 4                                 | 3                                 | 3                                 | 17                                | 10                                |
| 2022                          | Nie zakwalifikowała się                      | Nie zakwalifikowała się                      | Nie zakwalifikowała się                      | Nie zakwalifikowała się                      | Nie zakwalifikowała się                      | Nie zakwalifikowała się                      | Nie zakwalifikowała się                      | Nie zakwalifikowała się                      | . |                                   |                                   |                                   |                                   |                                   |                                   |

### Mistrzostwa Europy
| Udział w mistrzostwach Europy | Udział w mistrzostwach Europy                | Udział w mistrzostwach Europy                | Udział w mistrzostwach Europy                | Udział w mistrzostwach Europy                | Udział w mistrzostwach Europy                | Udział w mistrzostwach Europy                | Udział w mistrzostwach Europy                | Udział w mistrzostwach Europy                | . | Kwalifikacje do mistrzostw Europy | Kwalifikacje do mistrzostw Europy | Kwalifikacje do mistrzostw Europy | Kwalifikacje do mistrzostw Europy | Kwalifikacje do mistrzostw Europy | Kwalifikacje do mistrzostw Europy |
| Rok                           | Runda                                        | Miejsce                                      | M                                            | W                                            | R                                            | P                                            | B+                                           | B-                                           | . | M                                 | W                                 | R                                 | P                                 | B+                                | B-                                |
| ----------------------------- | -------------------------------------------- | -------------------------------------------- | -------------------------------------------- | -------------------------------------------- | -------------------------------------------- | -------------------------------------------- | -------------------------------------------- | -------------------------------------------- | - | --------------------------------- | --------------------------------- | --------------------------------- | --------------------------------- | --------------------------------- | --------------------------------- |
| 1972–1992                     | Republika Czeska była częścią Czechosłowacji | Republika Czeska była częścią Czechosłowacji | Republika Czeska była częścią Czechosłowacji | Republika Czeska była częścią Czechosłowacji | Republika Czeska była częścią Czechosłowacji | Republika Czeska była częścią Czechosłowacji | Republika Czeska była częścią Czechosłowacji | Republika Czeska była częścią Czechosłowacji | . |                                   |                                   |                                   |                                   |                                   |                                   |
| 1996                          | Finał                                        | 2/16                                         | 6                                            | 2                                            | 2                                            | 2                                            | 7                                            | 8                                            | . | 10                                | 6                                 | 3                                 | 1                                 | 21                                | 6                                 |
| 2000                          | Faza grupowa                                 | 10/16                                        | 3                                            | 1                                            | 0                                            | 2                                            | 3                                            | 3                                            | . | 10                                | 10                                | 0                                 | 0                                 | 26                                | 5                                 |
| 2004                          | Półfinał                                     | 3/16                                         | 5                                            | 4                                            | 0                                            | 1                                            | 10                                           | 5                                            | . | 8                                 | 7                                 | 1                                 | 0                                 | 23                                | 5                                 |
| 2008                          | Faza grupowa                                 | 11/16                                        | 3                                            | 1                                            | 0                                            | 2                                            | 4                                            | 6                                            | . | 12                                | 9                                 | 2                                 | 1                                 | 27                                | 5                                 |
| 2012                          | Ćwierćfinał                                  | 6/16                                         | 4                                            | 2                                            | 0                                            | 2                                            | 4                                            | 6                                            | . | 10                                | 6                                 | 1                                 | 3                                 | 15                                | 8                                 |
| 2016                          | Faza grupowa                                 | 21/24                                        | 3                                            | 0                                            | 1                                            | 2                                            | 2                                            | 5                                            | . | 10                                | 7                                 | 1                                 | 2                                 | 19                                | 14                                |
| 2020                          | Ćwierćfinał                                  | 6/24                                         | 5                                            | 2                                            | 1                                            | 2                                            | 6                                            | 4                                            | . | 8                                 | 5                                 | 0                                 | 3                                 | 13                                | 11                                |
| 2024                          | Faza grupowa                                 | 21/24                                        | 3                                            | 0                                            | 1                                            | 2                                            | 3                                            | 5                                            | . | 8                                 | 4                                 | 3                                 | 1                                 | 12                                | 6                                 |

## Rekordziści
Kolorem niebieskim zaznaczono wciąż aktywnych piłkarzy
| Lp. | Nazwisko        | Lata gry w kadrze | Mecze | Bramki |
| --- | --------------- | ----------------- | ----- | ------ |
| 1.  | Petr Čech       | 2002–2016         | 124   | 0      |
| 2.  | Karel Poborský  | 1994–2006         | 118   | 8      |
| 3.  | Tomáš Rosický   | 2000–2016         | 105   | 23     |
| 4.  | Jaroslav Plašil | 2004–2016         | 103   | 7      |
| 5.  | Milan Baroš     | 2001–2012         | 93    | 41     |
| 6.  | Pavel Nedvěd    | 1994–2006         | 91    | 18     |
| 6.  | Jan Koller      | 1999–2009         | 91    | 55     |
| 8.  | Pavel Kuka      | 1990–2001         | 87    | 29     |
| 9.  | Jiří Němec      | 1990–2001         | 84    | 1      |
| 10. | Vladimír Šmicer | 1993–2005         | 81    | 27     |

| Lp. | Nazwisko          | Lata gry w kadrze | Bramki | Mecze |
| --- | ----------------- | ----------------- | ------ | ----- |
| 1.  | Jan Koller        | 1999–2009         | 55     | 91    |
| 2.  | Milan Baroš       | 2001–2012         | 41     | 93    |
| 3.  | Pavel Kuka        | 1990–2001         | 29     | 87    |
| 4.  | Vladimír Šmicer   | 1993–2005         | 27     | 81    |
| 5.  | Tomáš Rosický     | 2000–2016         | 23     | 105   |
| 6.  | Patrik Schick     | 2016–             | 19     | 38    |
| 7.  | Patrik Berger     | 1993–2001         | 18     | 44    |
| 7.  | Pavel Nedvěd      | 1994–2006         | 18     | 91    |
| 9.  | Vratislav Lokvenc | 1995–2006         | 14     | 74    |
| 10. | Luboš Kubík       | 1985–1997         | 13     | 56    |
| 10. | Tomáš Souček      | 2016–             | 12     | 69    |

## Trenerzy reprezentacji Czech
| Szkoleniowiec    | O        | od      | do      | M  | W  | R  | P  | Największe osiągnięcia   |
| ---------------- | -------- | ------- | ------- | -- | -- | -- | -- | ------------------------ |
| Dušan Uhrin      | Słowacja | 02.1994 | 12.1997 | 48 | 27 | 10 | 11 | finał ME 1996            |
| Jozef Chovanec   | Słowacja | 01.1998 | 12.2001 | 45 | 27 | 7  | 11 | awans i udział w ME 2000 |
| Karel Brückner   | Czechy   | 01.2002 | 06.2008 | 76 | 50 | 12 | 14 | półfinał ME 2004         |
| Petr Rada        | Czechy   | 07.2008 | 04.2009 | 8  | 2  | 4  | 2  |                          |
| František Straka | Czechy   | 04.2009 | 06.2009 | 1  | 1  | 0  | 0  |                          |
| Ivan Hašek       | Czechy   | 07.2009 | 10.2009 | 5  | 3  | 2  | 0  |                          |
| Michal Bílek     | Czechy   | 10.2009 | 09.2013 | 42 | 16 | 10 | 16 | ćwierćfinał ME 2012      |
| Josef Pešice     | Czechy   | 09.2013 | 12.2013 | 3  | 3  | 0  | 0  |                          |
| Pavel Vrba       | Czechy   | 01.2014 | 06.2016 | 25 | 10 | 5  | 10 | awans i udział w ME 2016 |
| Karel Jarolím    | Czechy   | 08.2016 | 09.2018 | 22 | 10 | 4  | 7  |                          |
| Jaroslav Šilhavý | Czechy   | 09.2018 | 11.2023 | 32 | 17 | 2  | 13 | ćwierćfinał ME 2020      |

Stan na 14 lipca 2021